# Louis Pierre Vieillot
Louis Pierre Vieillot (Yvetot, 10 mei 1748 - Sotteville-lès-Rouen, 24 augustus 1830) was een Franse natuuronderzoeker, vooral ornitholoog.

## Levensloop
Tijdens de Franse Revolutie werd hij verbannen naar Amerika waar hij in de Caraïben en Noord-Amerika verbleef.
In 1798 keerde hij terug naar Frankrijk. Uit documenten van anderen blijkt dat hij tijdens deze reis zijn vrouw en drie dochters verloor aan de gele koorts.
In 1800 of 1801 kreeg hij via vrienden een administratieve baan bij Bulletin des Lois wat het hem mogelijk maakte om door te gaan met zijn wetenschappelijk werk aan vogels, hoewel hij onvoldoende middelen had om er een grote bibliotheek op na te houden. Althans, dat is de verklaring voor het feit dat hij vaak nieuwe namen voor vogels bedacht die al eerder waren gebruikt.
Mogelijk verergerd door de tegenslag in zijn leven, was Vieillot geen gemakkelijk mens in de omgang. Hij voelde zich vaak miskend wat ook blijkt uit door hem geschreven artikelen waarin hij Coenraad Jacob Temminck op bittere wijze bekritiseert. Men neemt aan dat hij in armoede in 1830 (volgens overlijdensakte, 1831 volgens Oehser, 1948) is overleden in Rouen.

## Werk
Vieillot beschreef voor de wetenschap 88 vogelgenera en meer dan 400 vogelsoorten. Dit zijn vooral vogelsoorten die hij tegenkwam gedurende de tijd dat hij in de collecties van het Parijse museum werkte. Hij was een van de eerste ornithologen die de rui van vogels en hun anatomie bestudeerde.
Vieillots naam komt (als eerbetoon) voor in een aantal wetenschappelijke vogelnamen zoals Lybius vieilloti (rood-gele baardvogel), Sphecotheres vieilloti (grijskraagvijgvogel) en Coccyzus vieilloti (Puertoricaanse hagediskoekoek).